# اجاباساواناهالی
اجاباساواناهالی (به انگلیسی: Ajjabasavanahalli) یک منطقهٔ مسکونی در هند است که در کارناتاکا واقع شده‌است.